# Begonia caparaoensis
Espèce
Begonia caparaoensis est une espèce de plantes de la famille des Begoniaceae. L'espèce fait partie de la section Pereira.
Elle a été décrite en 2009 par Eliane de Lima Jacques et Ludovic Jean Charles Kollmann.